# Вайсблат, Иосиф Наумович
Ио́сиф Нау́мович Ва́йсблат (18 февраля (2 марта) 1898, Киев — 20 января 1979, Москва) — украинский советский живописец, график и скульптор.
Член Союза художников РСФСР с 1937 года.

## Биографические сведения
Родился в семье Главного раввина Киева Нухима Янкелевича Вайсблата. Брат выдающегося деятеля культуры, литератора, издателя и переводчика профессора Владимира Вайсблата и известного учёного-медика, специалиста в области стоматологии и орофациальной хирургии, доктора медицинских наук Соломона Вайсблата, племянник главного раввина Житомира (1926—1930) Мордуха-Бера (Мордхе) Янкелевича Вайсблата (1873—1930).
Окончил Киевское художественное училище (учился в 1912—1918 годах у Ф. Г. Кричевского). С 1920 года жил в Москве, где окончил Высшие Государственные художественно-технические мастерские (1920—1925; преподаватели Сергей Волнухин, Борис Королёв, Александр Осмеркин).
С 1918 года — участник выставок, в том числе:
- выставка молодых художников Москвы (1934),
- выставка картин московских художников (1936),
- выставка живописи Московского отделения Художественного Фонда СССР (1958).

Был репрессирован. Как политзаключённый (1951—1954) работал на строительстве Волго-Донского канала. Множество работ художника посвящено теме геноцида и репрессий.
Персональные посмертные выставки прошли в Киеве (1999) и Кировограде (2002). Работы хранятся в Самарском художественном музее, в музеях Москвы, в Музее Александра Осмеркина (Кропивницкий), в Институте иудаики (Киев), в частных коллекциях в Киеве, Москве, США, Германии.